# Albertina Giubbolini
Albertina Giubbolini, nota anche con lo pseudonimo di Albertina (Colle di Val d'Elsa, 3 aprile 1921 – Roma, 9 luglio 2009), è stata una stilista italiana.

## Biografia
Sin dall'infanzia impara ad usare la macchina da maglieria da sua madre, che affianca nel laboratorio. Durante la Seconda guerra mondiale, in mancanza di materie prime, utilizza vecchi pullover, lana dei materassi e gli scialli della nonna per confezionare calze, calzettoni e maglieria, sviluppando un rispetto quasi sacrale per il filo di lana, che non è da trattare con le forbici, ma da modulare e articolare con artifici tecnici.
Nel 1951 si trasferisce a Napoli, dove lavora in un laboratorio di maglieria. L'anno successivo arriva a Roma e, incoraggiata da Emilio Schuberth, apre un atelier (attivo fino al 1963), in cui allestisce un laboratorio dove continua la lavorazione artigianale della maglieria. La sua genialità si esprime nell’impiegare la lana non solo per gli abiti sportivi, ma anche per l’Alta Moda. Nello stesso anno nasce il marchio Albertina.
Dal 1954 partecipa alla Mostra dell’Alta Moda italiana che si tiene a Roma; nel 1957 presenta la sua prima lunga sfilata nella Sala Bianca di Palazzo Pitti e l’anno successivo partecipa alla Mostra accessori d’Alta Moda. La rivista di punta «Woman’s Wear Daily» dedica alle sue creazioni varie pagine definendola «la maga del tricot».
Negli anni Sessanta, suscita molto interesse anche tra i giornali esteri e la stampa specializzata le attribuisce varie definizioni: la «Coco Chanel del tricot», la «Edith Piaf della maglieria». In questi anni aumentano le sfilate in tutto il mondo e i grandi clienti esteri a Parigi, Londra e negli Stati Uniti (Saks, Lord and Taylor, Bloomingdale). Nel 1966 a St.Vincent le viene consegnato dal Centro internazionale del Costume e dell’Arte (Ceica) di Firenze l’Oscar per la Maglieria, premio della critica al miglior stilista dell’anno. Sempre nello stesso anno le viene conferito dal sindaco della Capitale il premio Gemelli del Tevere. Viene invitata a Venezia per partecipare alla manifestazione Venezia Moda 66, organizzata dal Centro internazionale delle Arti e del Costume a Palazzo Grassi. Nel 1968, a Cefalù è vincitrice del premio Moda Mare insieme a Missoni, Litrico, Caraceni e Alma di Milano.
Alla fine degli anni Cinquanta apre l’atelier in via Lazio 20 (sede attuale) e nel 1960 un nuovo atelier in via Veneto 108, attivo fino al 1988, anno in cui decide di aggiungere anche un nuovo atelier in zona Trinità dei Monti, che sarà attivo sino al 1995. Negli anni Settanta le creazioni di Albertina sono presenti nelle boutique delle maggiori capitali del mondo, fino all’Estremo Oriente.
Negli anni collabora con grandi creatori di disegni come Rispoli (fine anni Cinquanta), Mario Vigolo (1957-58), Brunetta (1962-65) e Alberto Lattuada (1966-1985) con cui sviluppa un sodalizio continuativo e fruttuoso. Oltre alla lana, sperimenta lavorazioni con il cotone e con filati sintetici come il rhodia, il lurex, ma anche un mix di lana e viscosa.
Dal 1984 il Metropolitan Museum di New York acquisisce 12 suoi modelli, considerati come capolavori di creatività e innovazione, mentre 36 campioni di punti di maglia, 36 “bassorilievi”, vengono donati al Museo del Fashion Institute of Technology di New York. Molte attrici, tra cui Gloria Swanson, Clara Calamai, Elizabeth Taylor, Ava Gardner, Liv Ulmann e Lana Turner, indossano le sue creazioni. Nel 2001, Albertina, insieme ai pionieri della moda italiana, partecipa alla festa di Palazzo Pitti per i 50 anni della prima sfilata organizzata a Firenze da Bista. Nel 2002 Lisbona rende omaggio all’arte di Albertina con una sfilata al centro della capitale portoghese di più di 100 modelli. A Roma, a Palazzo Wedekind, nel 2005 viene allestita la mostra Albertina. Un filo di lana lungo 60 anni, promossa dall’Assessorato al turismo e alla moda del Comune di Roma.

## Archivio
L'archivio Albertina High Fashion comprende album fotografici, diapositive, disegni, articoli, accessori e premi e riconoscimenti. All'interno dell'archivio è presente parte della documentazione appartenente alla ditta "La Mendola", acquisita da Albertina nel 1988.